# Подъеланцы
 Подъеланцы  — деревня в Кирово-Чепецком районе Кировской области в составе Чувашевского сельского поселения.

## География
Расположена на расстоянии примерно 34 км на восток-юго-восток по прямой от центра района города Кирово-Чепецк.

## История
Известна с 1710 года как починок Яланской с 1 двором, в 1764 здесь 45 жителей. В 1802 в починке Еланской 14 дворов. В 1873 году в здесь (уже Еленской или Еленцы, Яланской) дворов 21 и жителей 170. В 1905 в починке (тогда Еланский или Над Еланью) дворов 20 и жителей 121, в 1926 (уже деревня Подъеланская или Еланский) 26 и 117, в 1950 19 и 72, в 1989 25 жителей. Настоящее название утвердилось с 1978 года. 

## Население
Постоянное население составляло 8 человек (русские 100%) в 2002 году, 1 в 2010.